# فريدريك لينكولن إموري
فريدريك لينكولن إموري (بالإنجليزية: Frederick Lincoln Emory)‏ هو مدير فني أمريكي، ولد في 10 أبريل 1867 في لانينبورغ في الولايات المتحدة، وتوفي في 31 ديسمبر 1919 في مورغانتاون في الولايات المتحدة.